# Alnasi járás
Az Alnasi járás (udmurtul Алнаш ёрос [Alnas jorosz], oroszul Алнашский район [Alnasszkij rajon]) közigazgatási egység Oroszországban, Udmurtföldön. Székhelye Alnasi falu.

## Földrajz

Az Alnasi járás térképe

Udmurtföld déli részén fekszik, a Nyizsnyekamszki-víztározó partján. Szomszédjai nyugaton a Grahovói, északon a Mozsgai járás, valamint keleten az Agrizi járás és délen a Mengyelejevszki járás, mindkettő Tatárföldön. Területe 896 km². 

## Népesség
A lakosság etnikai összetétele 2002-ben:
- 81,7% udmurt
- 12,2% orosz
- 3,4% tatár
- 2,1% mari.
- 2010-ben 20 403 lakosa volt, melyből 16 598 fő udmurt, 2 590 orosz, 620 tatár, 417 mari stb.[2]